# Ludologia
La ludologia (dal latino ludus, gioco, e dal greco logos (λόγος), studio) è la disciplina che studia i giochi, l'atto di giocare e i giocatori. Si interessa agli sviluppi storici e sociali riguardanti il gioco, il contesto culturale e anche l'importanza didattica.
Si tratta di una branca della semiotica, anche se l'accademia anglofona tende a ricondurla ai più generali studi culturali. Dal punto di vista semiotico il gioco è un insieme di relazioni logiche tra elementi. Questa definizione può essere compresa attraverso la "logica delle relazioni" del matematico semiologo Charles Sanders Peirce.  Inoltre, traslando i concetti della semiotica di Charles W. Morris sarebbe possibile dividere lo studio del gioco in sintattica, semantica e pragmatica.
Altre approcci alla ludologia chiamano in causa metodologie e tattiche degli studi folcloristici, della sociologia e della psicologia, utili anche ad elaborare aspetti del game design. La ludologia viene spesso confusa con lo studio del videogioco, ma la videoludologia o la ludologia digitale sono solo una parte della disciplina che si occupa di tutti i tipi di giochi inclusi sport, giochi da tavolo e altro.
Le scienze sociali spesso utilizzano metodi empirici per studiare i giochi, quali sondaggi ed esperimenti controllati. Le scienze umanistiche si interessano invece a come i giochi generano significato e riflettono o sovvertono più ampi discorsi culturali e sociali. In questi casi si possono utilizzare metodologie qualitative più interpretative, come la critica letteraria, la lettura attenta (close reading), l'analisi del contenuto e la teoria del pubblico, metodi condivisi con altre discipline dei media come gli studi della televisione e la filmologia. Gli studi attraverso il game design includono l'analisi delle meccaniche di gioco e delle estetiche come documentazione per lo sviluppo di nuovi giochi. Infine approcci industriali e ingegneristici si applicano principalmente ai videogiochi e meno ai giochi in generale e prendono in esame aspetti come la grafica computerizzata, l'intelligenza artificiale e il networking (inteso come reti di computer).

## Storia
Senza enumerare i molti contributi multidisciplinari, la ludologia come la intendiamo oggi non è mai stata veramente formalizzati sotto un'unica egida. Contributi più espliciti oggi sono ancora frammentati nelle sue sottocategorie di interesse. 
Per quanto riguarda i giochi da tavolo il colloquio organizzato dal filologo britannico Irving Finkel nel 1990 al British Museum è noto per aver dato inizio alla International Board Game Studies Association. A seguito del colloquio una serie di ricerche vengono pubblicate dal British Museum sotto il nome di Ancient Board Games in Perspective. Nel 1995 il ricercatore Alexander de Voogt  organizza un secondo colloquio alla Università di Leida in Olanda.

## Ludologia contro narratologia
Un grande fulcro di discussione nella ludologia è il dibattito che esiste attorno al rapporto tra narratologia e ludologia. Questo dibattito spesso emerge in relazione al gioco digitale e più sporadicamente con quello da tavolo. Molti ludologi credono che narrativa a gioco non possano facilmente convivere, invece altri sono convinti che i due campi abbiano delle somiglianze ma debbano essere studiati separatamente. D'altro canto i narratologi credono che i giochi debbano essere considerati in base alle loro storie, come i film e i romanzi. Una prospettiva puramente ludologica ci porterebbe a credere che i giochi siano diversi dagli altri media considerato che il giocatore prende parte attivamente nell'esperienza e questa interazione richiede una comprensione e un'analisi separate. L'idea che un videogioco sia  "radicalmente diverso dalla narrativa come struttura cognitiva e comunicativa" ha portato allo sviluppo di nuovi approcci critici incentrati sul videogioco così come sull'adattamento, riutilizzo e promozione di studi e teorie del videogioco. Per esempio, con la continua evoluzione degli input e delle interfacce di gioco studi recenti si sono concentrati sul paradigma dell'interfaccia uomo-macchina, una componente inedita negli altri media.
Accademici di entrambe le discipline forniscono prospettive differenti in questo dibattito. Gonzalo Frasca (Simulation vs Narrative, 2003), ludologo e designer uruguayano crede che anche se i giochi hanno molti elementi in comune con le storie questo non dovrebbe impedirci di studiarli come giochi. Lo studio narratologico non dovrebbe essere soppiantato ma completato.
Jasper Juul (A Casual Revolution, 2009), ludologo danese, auspica una maggiore separazione tra ludologia e narratologia. Juul crede che i giochi "non possano praticamente raccontare storie." Secondo queste pretese la narratologia e la ludologia non possono realmente coesistere. La principale differenza sarebbe che in una narrativa, un evento "deve" seguire l'altro, mentre in un gioco il giocatore ha il controllo su quello che succede.
Garry Crawford e Vittoria K. Gosling (More Than a Game: Sports-Themed Video Games & Players Narratives, 2009), sociologi inglesi, credono che la narrativa sia una parte essenziale di un gioco ed "è impossibile isolare il gioco dall'influenza sociale di tutti i giorni e, di conseguenza, il gioco avrà conseguenze intenzionali come involontarie per l'individuo e la società." The Last of Us è un videogioco distribuito nel 2013 che è stato proclamato come un capolavoro di narrativa e gioco. Sostenitori della narratologia nel gioco ritengono che titoli come The Last of Us siano esempio del fatto che i giochi possano raccontare storie molto valide.
Janet Murray, professoressa di media digitali al Georgia Institute of Technology, a supporto della narratologia del videogioco ritiene che "le storie possono essere partecipatorie." Con questa affermazione, Murray vuole stabilire un collegamento tra le caratteristiche dei videogiochi e quelle della narrativa per promuovere l'analisi narratologica del medium.
Michalis Kokonis, studioso culturale dell'Università Aristotele di Salonicco, sostiene Gonzalo Frasca e cerca di spiegare incomprensioni, errori e pregiudizi che gravitano attorno al dibattito tra narratologia e ludologia. Kokonis nota che "per appoggiare lo spirito costruttivista di Frasca dovremmo concordare che il dilemma tra narratologia e ludologia sia inutile e questo risolverebbe il dibattito, considerando che questo non è di alcun aiuto a istituire lo studio dei giochi elettronici come un campo accademico indipendente."